# Knochenmehl

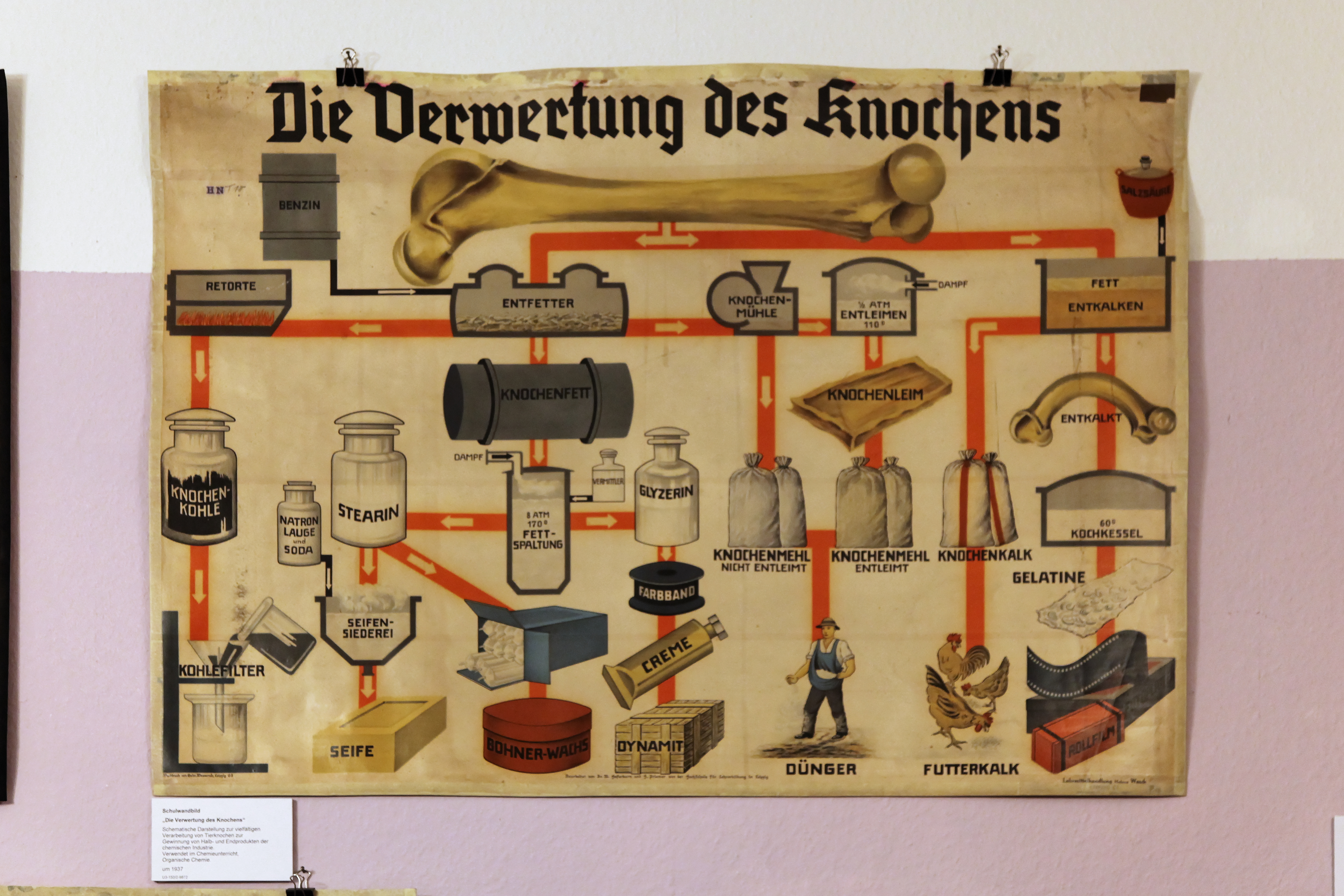
Knochenmehl auf der Schautafel "Die Verwertung des Knochens"

Knochenmehl besteht aus gemahlenen Tierknochen und kann unter anderem als organischer Dünger verwendet werden. Auch Hörner können gemahlen und als Dünger eingesetzt werden, man spricht dann von Horndünger.

## Wirkung
Knochenmehl enthält hauptsächlich Phosphor und Calcium in Form von Calciumphosphat als düngende Elemente. Da sie in organischen Stoffen gebunden sind, müssen diese im Boden von  Mikroorganismen abgebaut werden, bevor sie den Kulturpflanzen zur Verfügung stehen. Dieser Prozess dauert eine gewisse Zeit.

## Geschichte
Von jeher wurden Knochen in so genannten Knochenstampfen zerkleinert und als Dünger verwendet. Die Knochenstampfen wurden häufig mit Wasser angetrieben und befanden sich in Wassermühlen, die dann Knochenmühlen genannt wurden. Im 20. Jahrhundert wurde das Knochenmehl von den Mineraldüngern verdrängt und fand nur noch vereinzelt im biologischen Anbau Verwendung. Das Aufkommen von BSE hat zu Verboten von Knochenmehl als Futtermittel geführt. Horn und Knochen wurde als BSE-frei eingestuft, da es kein Nervengewebe enthält, und kann somit weiter als Düngemittel verwendet werden. Jedoch wird es von einigen Verbänden, wie auch Biobauern, aufgrund der BSE-Problematik nicht mehr verwendet. Heute wird Knochenmehl noch in Zementwerken als Zuschlagstoff verwendet, wo es aber wegen seines hohen Phosphorgehalts die Qualität des Zementes negativ beeinflusst, oder es wird in Heizkraftwerken verbrannt.

## Problematik
Auch hohe Temperaturen vermögen die Erreger der BSE-Krankheit nicht zu vernichten, daher bestünde bei einem Einsatz von Rindermehl als Dünger das hypothetische Risiko einer Übertragung auf Mensch und Tier.
Daher muss beim Verkauf von Getreide angegeben werden, ob mit Knochenmehl gedüngt wurde oder nicht. Viele deutsche Einzelhändler verlangen eine knochenmehlfreie Produktion von Lebensmitteln.

## Sonstiges
Heute findet Knochenmehl auch noch als Nahrungsergänzungsmittel zum Calciumaufbau in der Tierhaltung Verwendung, vor allem bei Hunden und Katzen.